# Velddrif
Velddrif (Nederlands, verouderd: Velddrift) is een klein stadje met 11.000 inwoners in de Zuid-Afrikaanse provincie West-Kaap. Velddrif behoort tot de gemeente Bergrivier dat onderdeel van het district Weskus is.

## Subplaatsen
Het nationaal instituut voor de statistiek, Stats SA, deelt sinds de census 2011 deze hoofdplaats in in 4 zogenaamde subplaatsen (sub place), waarvan de grootste zijn:
Admiral Island and Port Owen Estates • Noordhoek • Velddrift SP.

## Overig
Het stadje is een zustergemeente van het Oost-Vlaamse Wortegem-Petegem.

## Zie ook

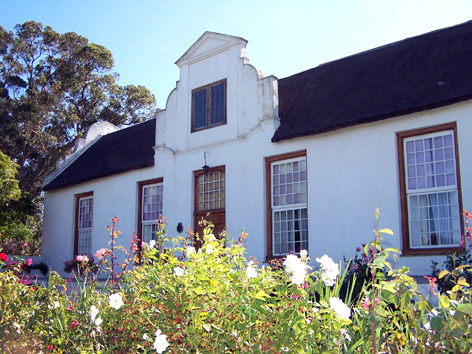
Boerderij in de nabijheid van Velddrif.